# توماش فوچیک
توماش فوچیک (به انگلیسی: Tomáš Fučík) (زادهٔ ۲۳ مهٔ ۱۹۸۵) شناگر اهل جمهوری چک است.